# 西莱斯
西莱斯，是西班牙安达卢西亚自治区哈恩省的一个市镇。总面积178平方公里，总人口2471人（2001年），人口密度14人/平方公里。